# André Maublanc
André Maublanc (ur. 24 lipca 1880 w Nantes, zm. 30 kwietnia 1958 w Paryżu) – francuski mykolog i fitopatolog.

## Życiorys
W 1901 roku ukończył studia w National Agronomic Institute w Paryżu. Od 1902 r. pracował jako preparator w Station de Pathologie végétale w Paryżu. W 1912 r. wyjechał do Brazylii, gdzie był odpowiedzialny za zorganizowanie laboratorium patologii roślin w Muzeum Narodowym Brazylii w Rio de Janeiro. Od 1909 r. był sekretarzem generalnym Société mycologique de France, a w 1945 r. został mianowany prezesem Société botanique de France. Podczas I wojny światowej został ranny, wzięty do niewoli, a następnie internowany w Szwajcarii.  W 1921 r. został mianowany szefem botaniki i patologii roślin w National Agronomic Institute. Z instytucją tą pozostaje związany przez ponad 40 lat, dzieląc czas między pracę naukową a działalność w towarzystwie mykologicznym i botanicznym.
Opisał nowe gatunki grzybów. W nazwach naukowych utworzonych przez niego taksonów dodawany jest skrót jego nazwiska Maubl. Upamiętniono go od jego nazwiska nadając nazwy rodzajom Maublancia G.Arnaud i Maublancomyces Herter.

## Wybrane publikacje
- Les Champignons comestibles et vénéneux, 1921
- Les Champignons de France, avec Georges Viennot-Bourgin, 1959
- Icones selectae fungorum, vol. 3, 1987
- Maladies parasitaires. Maladies des plantes cultivées, avec Georges Delacroix